# Bank of China Tower (Hong Kong)
Bank of China Tower de dia em junho de 2008.
O Bank of China Tower é um arranha-céu localizado em Hong Kong, China, que abriga a sede do Bank of China. Possui 367.4 metros de altura (1 205 pés) e 72 andares. Projetado por Ieoh Ming Pei e L. C. Pei da empresa de arquitetura I. M. and Partners, é, até julho de 2019, o 4.º maior arranha-céu da cidade e o 40.º mais alto do mundo.